# 유아텍 스타디움 센다이
유아텍 스타디움 센다이(일본어: ユアテックスタジアム仙台)는 일본 미야기현 센다이시 이즈미구에 위치한 축구 및 럭비 경기장으로 19,134명을 수용할 수 있다. 1997년에 개장한 이래 본래는 J1리그 베갈타 센다이와 WE리그의 마이나비 센다이 그리고 일본 풋볼 리그 클럽이었던 소니 센다이 FC도 홈 구장으로 사용했으나 소니 센다이가 2024 시즌을 끝으로 해체되면서 현재는 베갈타 센다이와 마이나비 센다이가 홈 구장으로 사용하고 있으며 2011년 도호쿠 지방 태평양 해역 지진으로 인해 파괴되기도 했다.

## 같이 보기
- 미야기 스타디움